# 河南省卫生健康委员会
河南省卫生健康委员会，简称河南省卫健委，是中华人民共和国河南省人民政府主管人口及卫生健康工作的组成部门，挂河南省中医管理局牌子。

## 机构沿革
河南省卫生健康委员会前身为2013年5月31日挂牌成立的河南省卫生和计划生育委员会（简称河南省卫计委），河南省卫计委则由原河南省卫生厅与原河南省人口和计划生育委员会两个单位合并而成。
河南省卫生健康委员会于2018年11月29日挂牌成立，承担原河南省卫生和计划生育委员会的职能。

## 机构设置

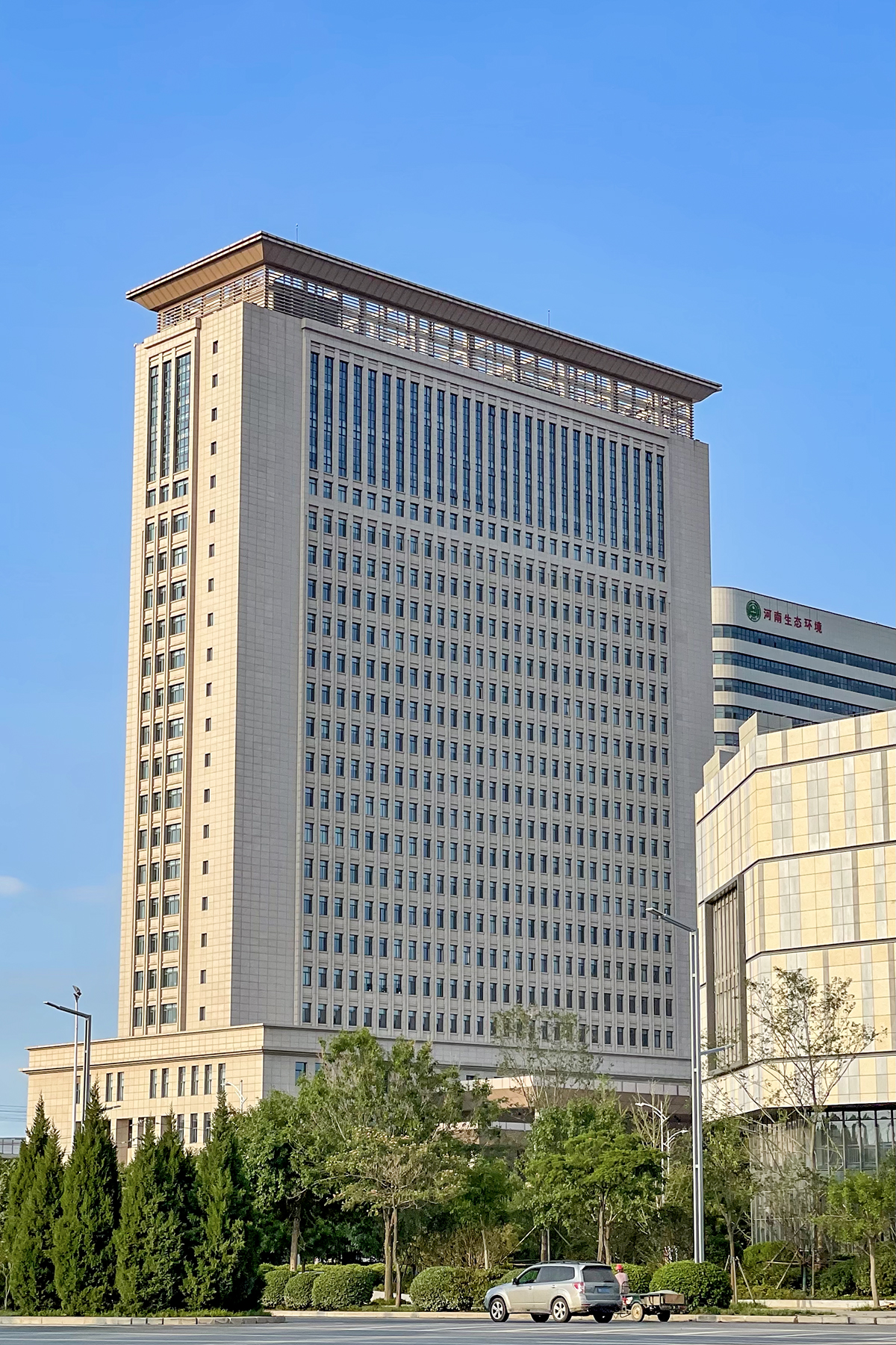
河南省卫生健康委员会办公大楼

河南省卫生健康委员会下设以下机构：

### 内设机构
- 办公室（信访稳定办公室）
- 人事处
- 财务处
- 规划发展处（爱国卫生运动委员会办公室）
- 信息化工作处
- 法规处
- 体制改革处
- 疾病预防控制处（艾滋病防治工作办公室）
- 医政医管处（行业作风建设办公室）
- 中医处
- 基层卫生健康处
- 卫生应急办公室（突发公共卫生事件应急指挥中心）
- 科技教育处
- 综合监督处
- 药物政策与基本药物制度处
- 食品安全标准与监测评估处
- 老龄健康处
- 妇幼健康处
- 职业健康处
- 人口监测与家庭发展处
- 宣传处
- 合作交流处
- 保健局
- 行政审批办公室
- 机关党委
- 离退休干部工作处

### 直属单位
- 河南省疾病预防控制中心
- 河南省红十字血液中心
- 河南省生殖健康科学技术研究院
- 河南省医学情报研究所
- 河南省卫生健康宣传教育中心
- 医药卫生报社
- 河南省中医药研究院

## 历任领导
| 主任 - 阚全程（2018年11月－2023年1月） - 黄红霞（2023年1月－） | 党组书记 - 阚全程（2018年11月－2023年1月） - 侯红（2023年1月－） |